# ناهضات الدوبامين
ناهضات الدوبامين هي مركبات تنشط مستقبلات الدوبامين في غياب الوظائف المرتبطة للمستقبل الناقل العصبي للدوبامين. محفز الدوبامين يقوم بالتنشيط من خلال إرسال اشارات لمستقبل الدوبامين وبروتين ج، مما يؤدي في النهاية إلى تغيرات في النسخ الوراثي.

## الاستخدامات
بعض الأدوية التي تعمل كمحفز للدوبامين تستخدم كعلاج في حالات نقص الدوبامين، وهي عادة تستخدم في علاج داء باركنسون واضطراب نقص الانتباه\فرط الحركة (بصورة منشط) وبعض اورام الغدة النخامية (ورم برولاكتيني), وقد تكون مفيدة لمتلازمة تململ الساقين. كلاً من روبينيرول وبراميبكسول تمت اعتمادها من قبل هيئه الدواء والغذاء لعلاج متلازمة تململ الساقين.
وهناك أيضًَا تجارب سريرية تقام لاختبار فعالية محفز الدوبامين روبينيرول في عكس اعراض العجز الجنسي الناجم عن مثبطات استرداد السيروتونين الانتقائية.
بالإضافة إلى ذلك فإن التحاليل اظهرت أن العلاج الوقائي لكابيرجولين يقلل من الإصابة (ولكن ليست بشدة) متلازمة فرط المبيض (OHSS) دون المساس في نتائج الحمل في الإناث اللاتي يقمن بدورات تحفيزيه لطفل الانابيب (IVF).

## الآثار الجانبية
اما الآثار الجانبية الشائعة لمحفز الدوبامين تشمل:
- النشوة.
- انصباب تاموري.
- التليف للبطانة التي تغطي بعض الأعضاء الداخلية بما في ذلك القلب أو الرئتين.
- الهلوسة.
- يسبب أو يزيد من الاضطرابات العقلية.
- هبوط الضغط الانتصابي.
- زيادة النشوة الجنسية.
- خسارة الوزن.
- فقدان الشهية.
- الغثيان ومن الممكن قيء.
- أرق.
- ارهاق أو تعب غير معتاد.
- دوخة.
- نعاس.
- الدوار.
- إغماء.
- ومن الممكن ان يصاب بظاهرة النوم القهري.
- ظاهرة رينو.
- ارتعاش، التواء أو غيرها من حركات الجسم الغير اعتيادية.
- الإدمان المرضي (القمار، والتسوق، الإباحية على الإنترنت، والإفراط في النشاط الجنسي).

## الأمثلة
أمثلة على محفزات الدوبامين تتضمن:
محفز جزئي
- أريبيبرازول (محفز جزئي، من عائلة مستقبلات الدوبامين D2، الاسم التجاري «أبيليفاي» في الولايات المتحدة؛ مضادات الذهان).
- فينسيكليدين (محفز جزئي على النشاط النفسي).
- فينسيكليدين كوينبيرول (محفز جزئي من عائلة مستقبلات الدوبامين D2 وD3).
- سلفينورين أ (وهو المكون النشط والمهم من العشب المخدرة سالفيا ديفينورم).

محفز كلي
- آبومورفين (محفز الدوبامين لمرض / متلازمة تململ الساقين ومرض باركنسون).
- بروموكريبتين (محفز الدوبامين لمرض / متلازمة تململ الساقين ومرض باركنسون).
- كابيرجولين (محفز الدوبامين لمرض / متلازمة تململ الساقين ومرض باركنسون).
- كيلادوبا (محفز الدوبامين لمتلازمة مرض / تململ الساقين ومرض باركنسون).
- دايهايدريكسايدين (محفز الدوبامين لمتلازمة مرض / تململ الساقين ومرض باركنسون).
- دانابولي (محفز الدوبامين لمتلازمة مرض / تململ الساقين ومرض باركنسون).
- دوكسانثاين (محفز الدوبامين لمرض / متلازمة تململ الساقين ومرض باركنسون).
- إبيكريبتين (شبيه لبروموكريبتين) (محفز الدوبامين لمرض / متلازمة تململ الساقين ومرض باركنسون).
- يسوريد (محفز الدوبامين لمرض / متلازمة تململ الساقين ومرض باركنسون).
- بيرغوليد (محفز الدوبامين لمرض المرض باركنسون / متلازمة تململ الساقين) – تم إزالتها من السوق في الولايات المتحدة الأمريكية 29 مارس، 2007.
- بيريبيديل (محفز الدوبامين لمرض / متلازمة تململ الساقين ومرض باركنسون).
- براميبكسول (محفز الدوبامين لمرض / متلازمة تململ الساقين ومرض باركنسون).
- بروبايلنورابومورفين (محفز الدوبامين لمتلازمة مرض / تململ الساق مرض باركنسون).
- كويناجولد (محفز الدوبامين لمرض / متلازمة تململ الساقين ومرض باركنسون).
- روبينيرول(محفز الدوبامين لمرض / متلازمة تململ الساقين ومرض باركنسون).
- روتيغوتين (محفز الدوبامين لمرض الشلل الرعاش / متلازمة تململ الساقين).
- روكسيندول (محفز الدوبامين لمتلازمة مرض / تململ الساقين ومرض باركنسون).
- سيومانيرول (محفز الدوبامين لمتلازمة مرض / تململ الساقين ومرض باركنسون).